# Feldstraße (Trier)
Die Feldstraße ist eine der ältesten nahezu unverändert gebliebenen Straßen in Trier. Sie liegt im Stadtzentrum.

## Verlauf
Sie verläuft völlig gerade von der Kreuzung Johannisstraße/Krahnenstraße zur Kreuzung Lorenz-Kellner-Straße/Karl-Marx-Straße und ist 300 Meter lang. Nach Norden geht sie fließend in die Windmühlenstraße über und ab der Karl-Marx-Straße heißt sie in südlicher Richtung Lorenz-Kellner-Straße. Die Straße ist eine Einbahnstraße, die in umgekehrter Richtung zu den Hausnummern befahren wird.

## Geschichte
Die Feldstraße war schon in der Römerzeit die westliche Stadtrandstraße längs der römischen Stadtmauer. Seit Jahrhunderten ist sie unausgebaut und daher nahezu unverändert geblieben. Trotz ihrer Nähe zum Moselufer blieb die Straße jahrhundertelang hochwasserfrei. Der Name wurde erstmals 1363 als „Veltgasse“ erwähnt.
Unter dem Namen „verlängerte Feldstraße“ führte die Straße ab 1878 bis direkt an die Südallee. Dieser südliche Straßenteil wurde jedoch später in „Lorenz-Kellner-Straße“ umbenannt. Dieser Name bezieht sich auf den Pädagogen Lorenz Kellner, der von 1855 bis 1892 in Trier wirkte.
Nationale Bekanntheit erlangte die Straße 1993, als dort bei Bauarbeiten der größte Fund eines Goldmünzenschatzes aus der römischen Kaiserzeit gemacht wurde (Trierer Goldmünzenschatz).

## Gebäude und Geschäfte

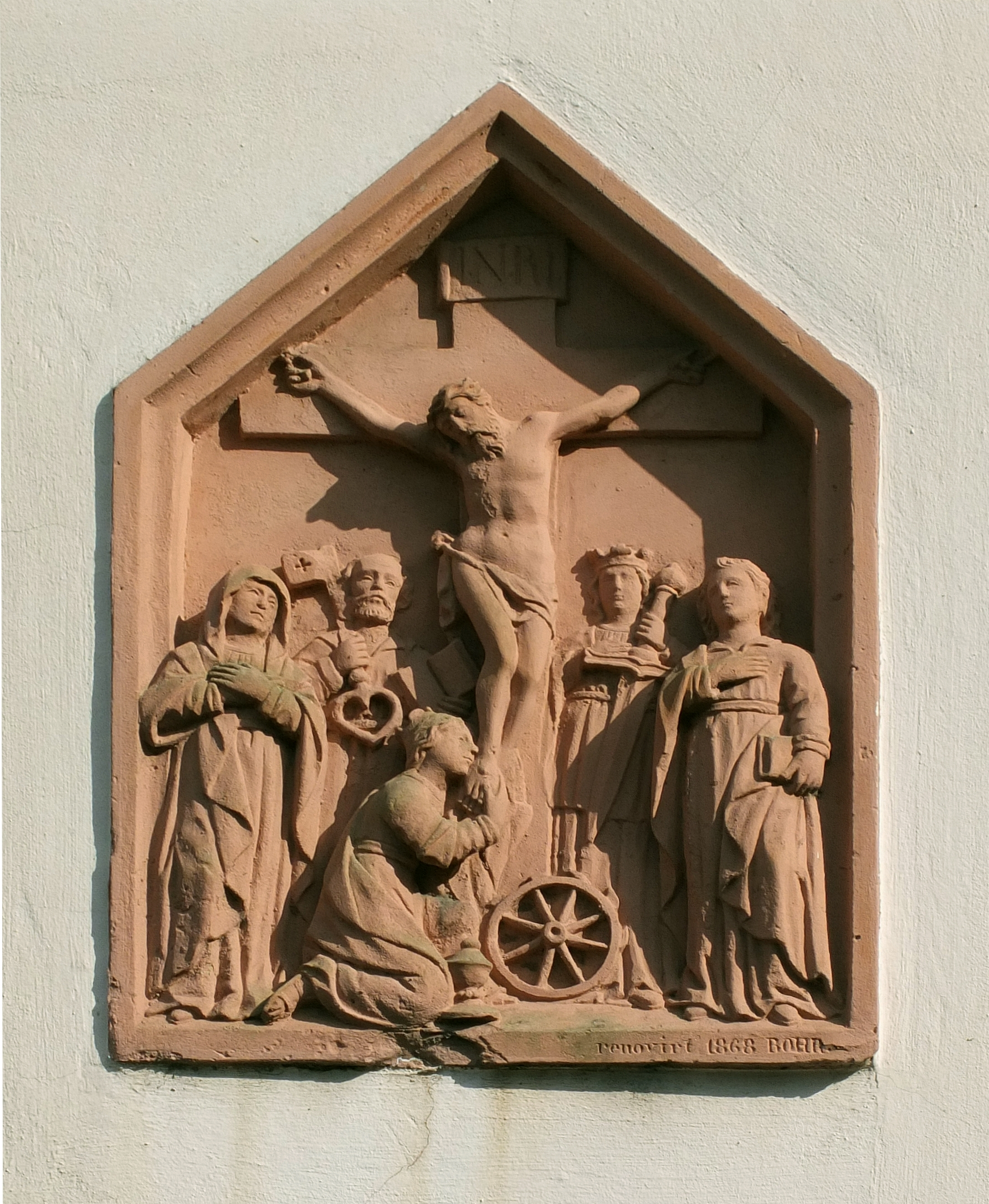
Bildstock in der Wand des 1868 erbauten Wohnhauses Feldstr. 35

Am Anfang der Straße an der Ecke Lorenz-Kellner-Straße/Karl-Marx-Straße steht das Autohaus Hess, das auf Fahrzeuge von Mercedes-Benz spezialisiert ist.
An der Straße befinden sich einige Kulturdenkmäler aus dem 19. Jahrhundert.
Erwähnenswert ist auch das ebenfalls denkmalgeschützte Haus an der Feldstraße 10. Es wurde 1797 erbaut und ist das älteste Haus in der Feldstraße ist. Es stellt im Straßenbild einen Anachronismus dar, denn obwohl es eines der ersten Gebäude in Trier mit einer fortschrittlichen Grundrissgestaltung ist, sind die Bauformen der Fassade nach der Art ihrer Profilierung nach Formen des frühen 18. Jahrhunderts gestaltet. Zeitgenössische Elemente wie Guttae oder Faszienbildung existieren nicht. Bauherr Schiffer Rode hat hier offenbar konservativen Geschmack mit einer fortschrittlichen Gestaltung des Grundrisses kombiniert. Die Erweiterungen im 19. Jahrhundert wurden ohne Rücksicht auf den Bestand durchgeführt. An der Fassade wurde die alte Hausnummerierung erhalten: 1784: 671; 1851: 292. Am Portalrahmen ist eine kleine Schleifenkartusche im Louis-seize-Stil mit dem Baudatum und den Initialen des Bauherrn MLK und mit dem rudergekreuzten Anker als Zunftzeichen sichtbar.